# 266-й отдельный пулемётно-артиллерийский батальон
266-й отдельный пулемётно-артиллерийский батальон — воинская часть Вооружённых сил СССР в Великой Отечественной войне.

## История
Формировался как 7-й ополченческий в дворовом корпусе в доме № 22-24 по Невскому проспекту Ленинграда
В составе действующей армии с 23 июля 1941 года по 30 сентября 1941 года.
В конце июля 1941 года был направлен в Кингисепп в 21-й укреплённый район и занял позиции в городе, однако 16 августа 1941 года был выбит оттуда. К 18 августа 1941 года отбил совместно с Нарвским рабочим полком въезд в Кингисепп со стороны Усть-Луги и удерживал его до 20 августа, после чего отступил в направлении Котлы. В конце августа 1941 года был включён в состав 8-й армии и отступил вместе с ней к Ораниенбауму.
30 сентября 1941 года на Ораниенбаумском плацдарме расформирован.

### Подчинение
| Дата       | Фронт (участок)     | Армия (район)                 | Корпус                 | Дивизия | Примечания |
| ---------- | ------------------- | ----------------------------- | ---------------------- | ------- | ---------- |
| 01.08.1941 | Северный фронт      | Кингисеппский участок обороны | 21-й укреплённый район | -       | -          |
| 01.09.1941 | Ленинградский фронт | 8-я армия                     | -                      | -       | -          |

## Память
- Мемориал на окраине Кингисеппа с установленной пушкой ЗИС-3: «Здесь в августе 1941 г. стояли насмерть воины 266 отдельного пулемётно-артиллерийского батальона Ленинградской армии ополчения»